# Elisabeth Jerichau-Baumann
Anna Maria Elisabeth Lisinska Jerichau-Baumann (Varsovia, 21 de noviembre de 1819-Copenhague, 11 de julio de 1881) fue una pintora polaco-danesa. Estuvo casada con el escultor Jens Adolf Jerichau. Su obra más conocida es Madre Dinamarca (1851).

## Vida y obra
Nació en Polonia, pero dejó ese país a los 19 años. Tras pasar una temporada en Alemania, donde estudió en la Academia de Artes de Dusseldorf, y se instaló en Roma en 1845. Allí conoció al escultor danés Jens Adolf Jerichau, con quien se casó en 1846. Regresaron a su país tres años después.
Jerichau-Baumann fue una retratista prolífica. El retrato de Johanne Louise Heiberg, de 1852, y el óleo histórico Un guerrero danés herido, de 1865, se encuentran en la Galería Nacional. Inspirada en sus viajes a África del Norte y Turquía, también pintó varias piezas orientalistas de mujeres y harenes.
Fue poco reconocida en Dinamarca, y de hecho su fama fue mayor en el extranjero, con exposiciones en diferentes ciudades europeas. En Memorias de mi juventud, de 1874, y en Imágenes variadas de viajes (1881), cuenta su vida como mujer y artista.